# 한국문물연구원
한국문물연구원은 한민족의 문화유산 연구 조사, 문화유산의 보존 관리하기 위한 전문인력 양성, 민족문화의 전승과 선양보급에 기여하기 위하여 2005년 8월 10일 설립된 문화체육관광부 소관의 재단법인이다. 사무실은 부산광역시 사하구 하신번영로 401

## 주요 사업
- 문화유산의 보존 보호 활동
- 문화재지표조사 및 현황조사
- 문화재발굴조사 및 보존사업
- 문화재 보수·복원·수리
- 문화유산의 보급 선양 관련 교육
- 문화재 조사 인력 양성 및 재교육 등